# اوتاوویل (کارولینای جنوبی)
اوتاوویل(به انگلیسی: Eutawville) شهری در ایالت کارولینای جنوبی کشور ایالات متحده آمریکا است که جمعیت آن در سرشماری سال ۲۰۱۰ میلادی، ۳۱۵ نفر بوده‌است.